# Kościół Świętych Apostołów Piotra i Pawła w Katowicach
Kościół Świętych Apostołów Piotra i Pawła w Katowicach – rzymskokatolicki kościół w Katowicach, położony przy ulicy Mikołowskiej 34 na terenie dzielnicy Śródmieście. Wzniesiony został w latach 1898–1902 w stylu neogotyckim według projektu Josepha Ebersa. W latach 1922–1925 pełnił funkcję prokatedry Administracji Apostolskiej na Górnym Śląsku, w latach 1925–1957 diecezji katowickiej. 

## Historia

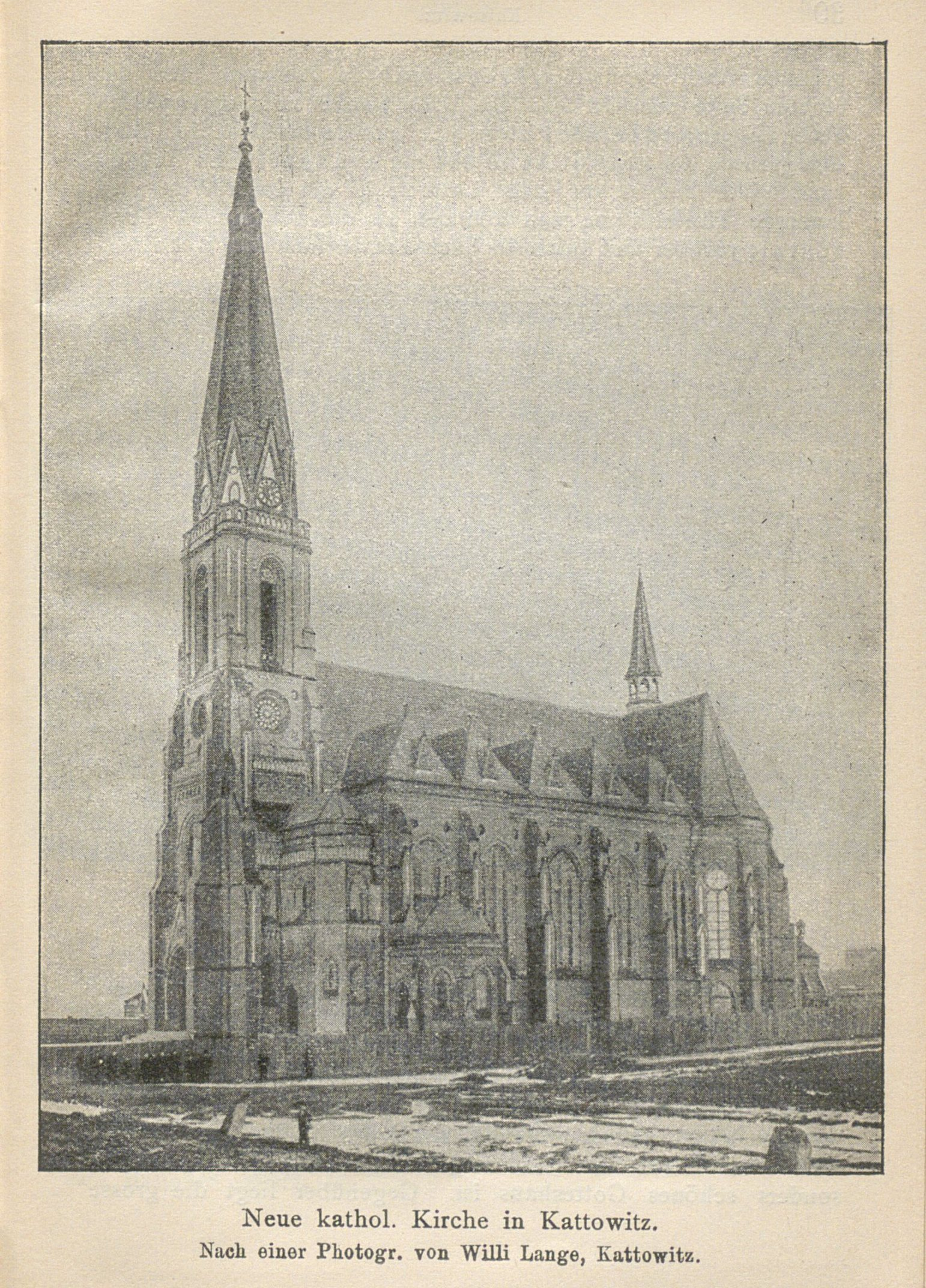
Kościół śś. ap. Piotra i Pawła na zdjęciu wydanym w 1904 roku

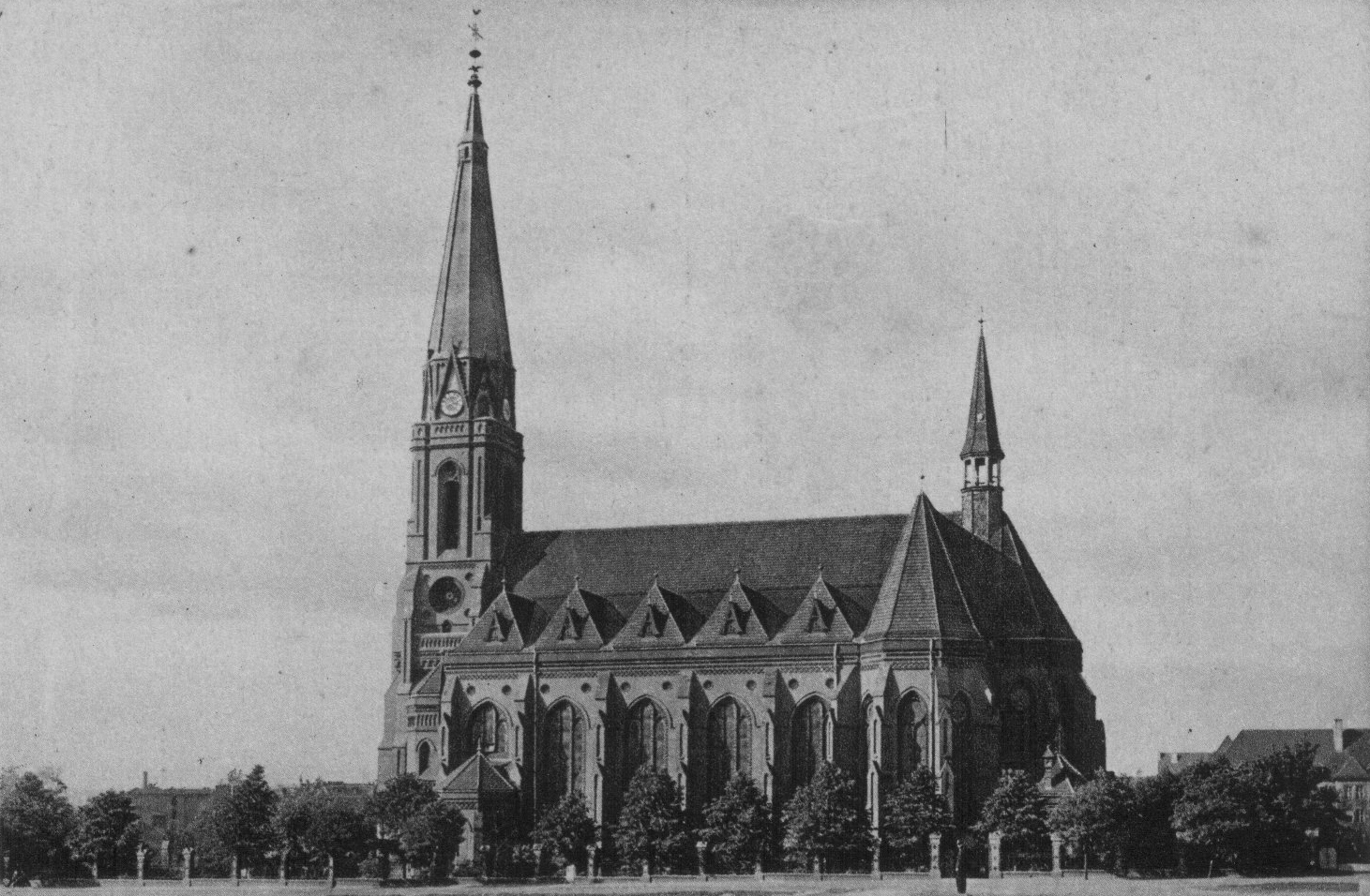
Kościół śś. ap. Piotra i Pawła prawdopodobnie w okresie międzywojennym; widok od południowego zachodu

W II połowie XIX wieku Katowice były jedną z najszybciej rozwijających się miejscowości na Górnym Śląsku. Po dwudziestu latach od konsekracji w 1870 roku katowickiego kościoła Niepokalanego Poczęcia Najświętszej Maryi Panny okazało się, że liczba parafian parafii Mariackiej stale wzrastała i dlatego powstała potrzeba podziału parafii. Zdecydowano o budowie nowego kościoła w południowej części ówczesnych Katowic. 
W 1892 roku zarząd kościelny przy kościele Mariackim podjął decyzję o zakupie gruntu od rolnika Adamca. Szczególnie zainteresowanym budową nowego kościoła był proboszcz parafii Mariackiej ks. Viktor Schmidt. Przy wyborze koncepcji architektonicznej kościoła wahano się między stylem neoromańskim a neogotykiem. Biskup wrocławski Georg Kopp obiecał dotację w wysokości 20 tys. marek oraz zadecydował, że nowy kościół ma powstać w stylu neogotyckim. Polecił wykonanie projektu budowniczemu diecezjalnemu Josephowi Ebersowi z Wrocławia. Budowę kościoła rozpoczęto 1 maja 1898 roku, a kamień węgielny poświęcono 18 września tego samego roku. Cegły dostarczała cegielnia Pollan, kamienie piaskowe kamieniołom Karola Pokornego, a dachówki pochodziły z Niemodlina.
W czasie budowy świątyni zakupiono pięć nowych dzwonów wykonanych przez firmę F. Otto z Hemelingen, które poświęcono 8 września 1901 roku. Dzień później wciągnięto je na wieżę. W kwietniu 1902 roku w świątyni zainstalowano organy, które wykonał Ernst Kurzer z Gliwic. Kościół wyposażono też w neogotycki ołtarz główny wykonany z francuskiego piaskowca, ze zdobionym złotym tabernakulum. Wykonano także cztery boczne ołtarze.
27 kwietnia 1902 roku biskup wrocławski kard. Georg Kopp poświęcił nową katowicką świątynię, a jeszcze w tym samym roku powołano przy nim kurację, której kuratusem mianowano ks. Jana Globisza.
W latach 1913–1931 kościół pełnił funkcję świątyni garnizonowej. W 1917 roku skonfiskowano dzwony Paweł i Leon, a nowe ufundowano w 1921 roku.
W 1922 roku, po włączeniu części Górnego Śląska do Polski, kościół został mianowany prokatedrą Administracji Apostolskiej na Górnym Śląsku, a 11 listopada 1925 roku na mocy bulli papieskiej kościół św. Piotra i Pawła stał się kościołem katedralnym diecezji katowickiej. 3 stycznia 1926 roku konsekrowano tutaj pierwszego biskupa – Augusta Hlonda.
W czasie II wojny światowej skonfiskowano dwa z pięciu kościelnych dzwonów, a w 1943 roku firma Berschdorf z Nysy przeprowadziła remont organów. Na początku lutego 1945 roku w katedrze śś. ap. Piotra i Pawła odbyły się uroczystości powitania wojsk polskich w Katowicach, w której wzięli udział m.in. późniejszy wojewoda katowicki Jerzy Ziętek, pomniejszy przewodniczący Rady Państwa Aleksander Zawadzki oraz biskup pomocniczy katowicki Juliusz Bieniek.
1 sierpnia 1957 roku prymas Polski kard. Stefan Wyszyński wydał dekret przenoszący prawa kościoła katedralnego z kościoła pw. śś. ap. Piotra i Pawła na kościół pw. Chrystusa Króla.
W 1967 roku wskutek burzy częściowemu uszkodzeniu uległa wieża kościoła. Zniszczony został m.in. oryginalny żeliwny krzyż, który wpadł do wnętrza świątyni uszkadzając m.in. organy.
11 sierpnia 1992 roku kościół wpisano do rejestru zabytków nieruchomych, a 10 października 1997 roku odsłonięto tablicę upamiętniającą 75. rocznicę pierwszej sesji Sejmu Śląskiego poprzedzoną mszą św. w tutejszej świątyni. W 1998 roku wyremontowano dach kościoła, natomiast w latach 2001–2002 renowacji poddano wieżę, a także zamontowano wieńczący budynek krzyż wzorowany na krzyżu z wieży z sygnaturką. W 2003 roku wyczyszczono wątki ceglane, rok później dokonano renowacji wnętrz kościoła, w latach 2005–2006 przeprowadzono remont elewacji zewnętrznych.

## Architektura

### Architektura zewnętrzna

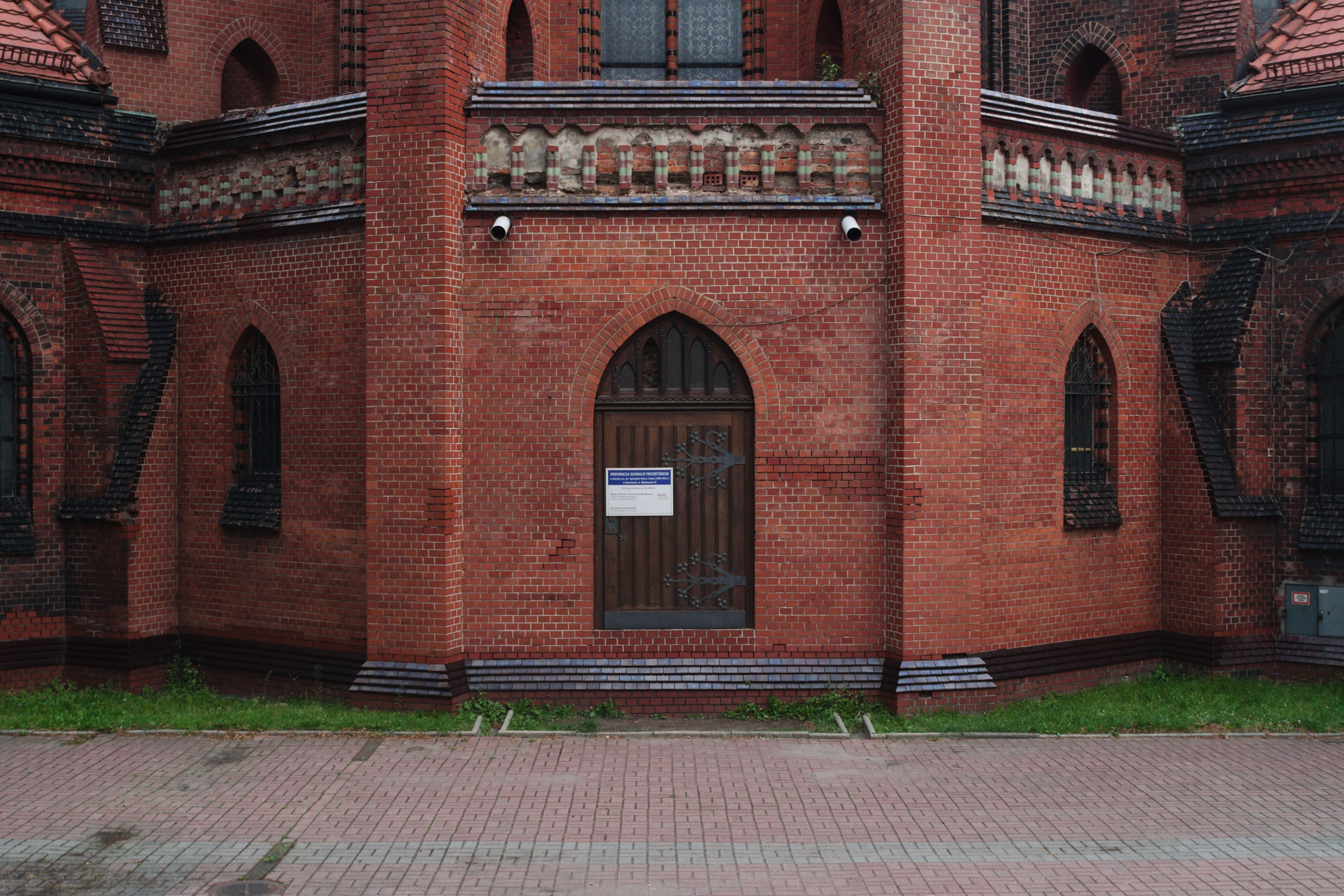
Wejście do pseudoobejścia (2021)

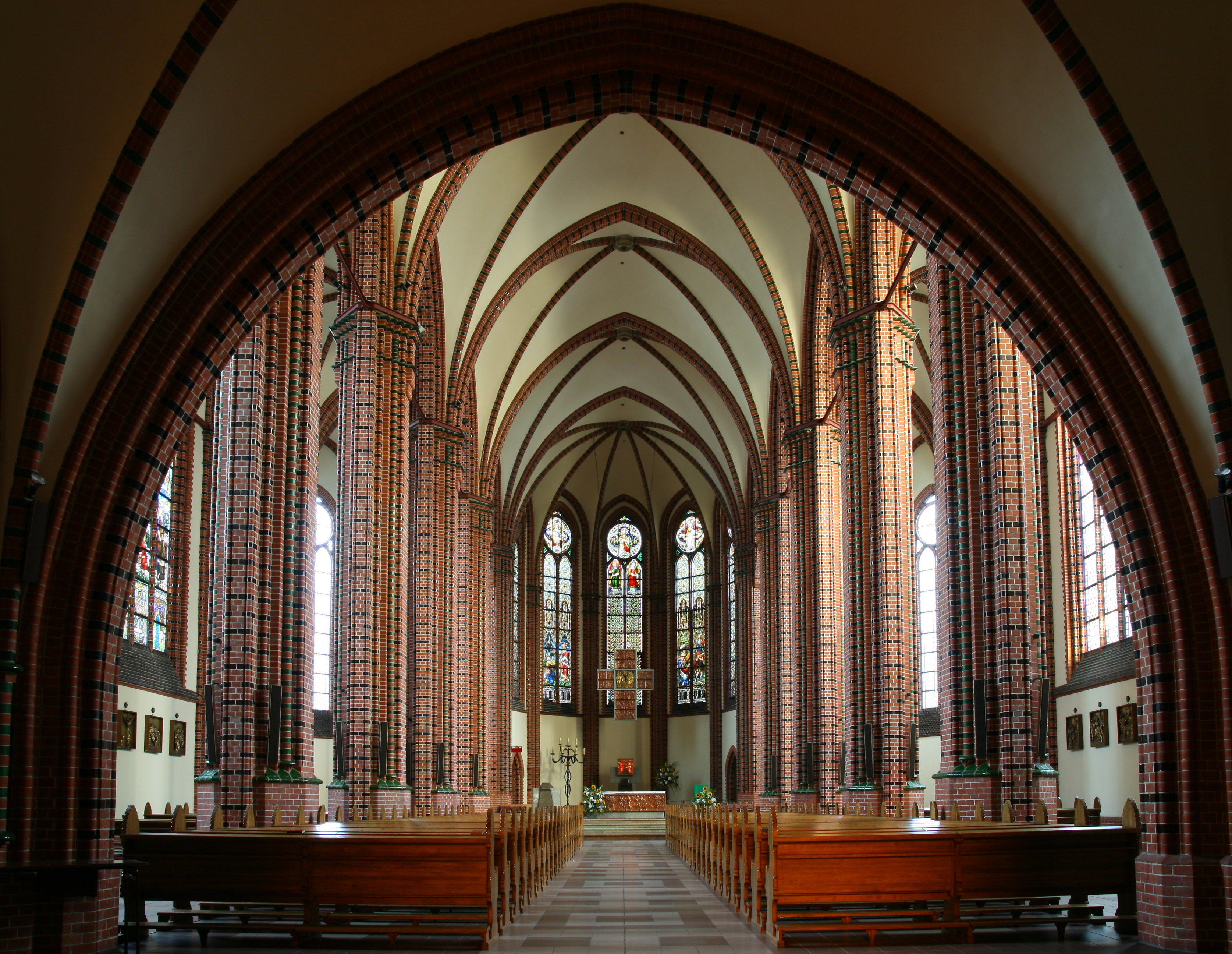
Nawa główna i prezbiterium (2008)

Kościół pw. śś. ap. Piotra i Pawła w Katowicach to obiekt murowany z cegły, z okładziną klinkierową, wybudowany na planie krzyża łacińskiego. Wzniesiony został w stylu neogotyckim, posiada pseudobazylikowy korpus z halowym wnętrzem i transeptem oraz nawy boczne. Posiada też pięcioboczne prezbiterium i dwie zakrystie. Korpus kościoła nakryty jest dachami dwuspadowymi i trójspadowymi krytymi dachówką. 
Świątynia posiada jedną czworoboczną wieżę umieszczoną na osi głównej nawy, nakrytą wielobocznym ostrosłupowym hełmem. Jej łączna wysokość wynosi 86 m. Dodatkowa wieżyczka na sygnaturce znajduje się nad prezbiterium.
Drzwi wejściowe do kościoła się drewniane, płycinowe, z nadświetlem ostrołukowym. Nad portalem głównym w ceglanym rozglifieniu znajduje się okno z ceglanym maswerkiem. W trzeciej kondygnacji znajduje się rozeta z ceglanym maswerkiem, a w czwartej okno w ceglanym rozglifieniu. Na bocznych elewacjach świątyni, nad dużymi oknami ostrołukowymi z witrażami umieszczono małe okrągłe otwory.

### Architektura wnętrz i wyposażenie
Wnętrze kościoła stanowi trójnawową pięcioprzęsłową trójnawową halę z transeptem krytą sklepieniem krzyżowo-żebrowymi, natomiast prezbiterium zamknięte jest pięciobocznie z pseudoobejściem. Nawy zostały wyraźnie zaakcentowane filarami. 
W prezbiterium i nawach umieszczono witraże przedstawiające postacie św. Piotra i św. Pawła, Rodzinę Świętą, Matkę Boską Bolesną oraz postać Jezusa – przyjaciela dzieci. Wykonała je raciborska firma Lazar. 
Zachowała się neoromańska chrzcielnica z 1903 roku powstała w warsztacie Heinricha Mrowietza, a także figury śś. Piotra i Pawła z pierwotnego ołtarza głównego, które znajdują się w kruchcie pod wieżą. W świątyni zainstalowane są organy wykonane w 1973 roku w firmie Bronisława Cepki z Popowa. Mają one 48 głosów.
W bocznej kaplicy kościoła znajdują groby: bp. Teofila Bromboszcza, abp. Szczepana Wesołego i ks. Filipa Bednorza.

## Otoczenie

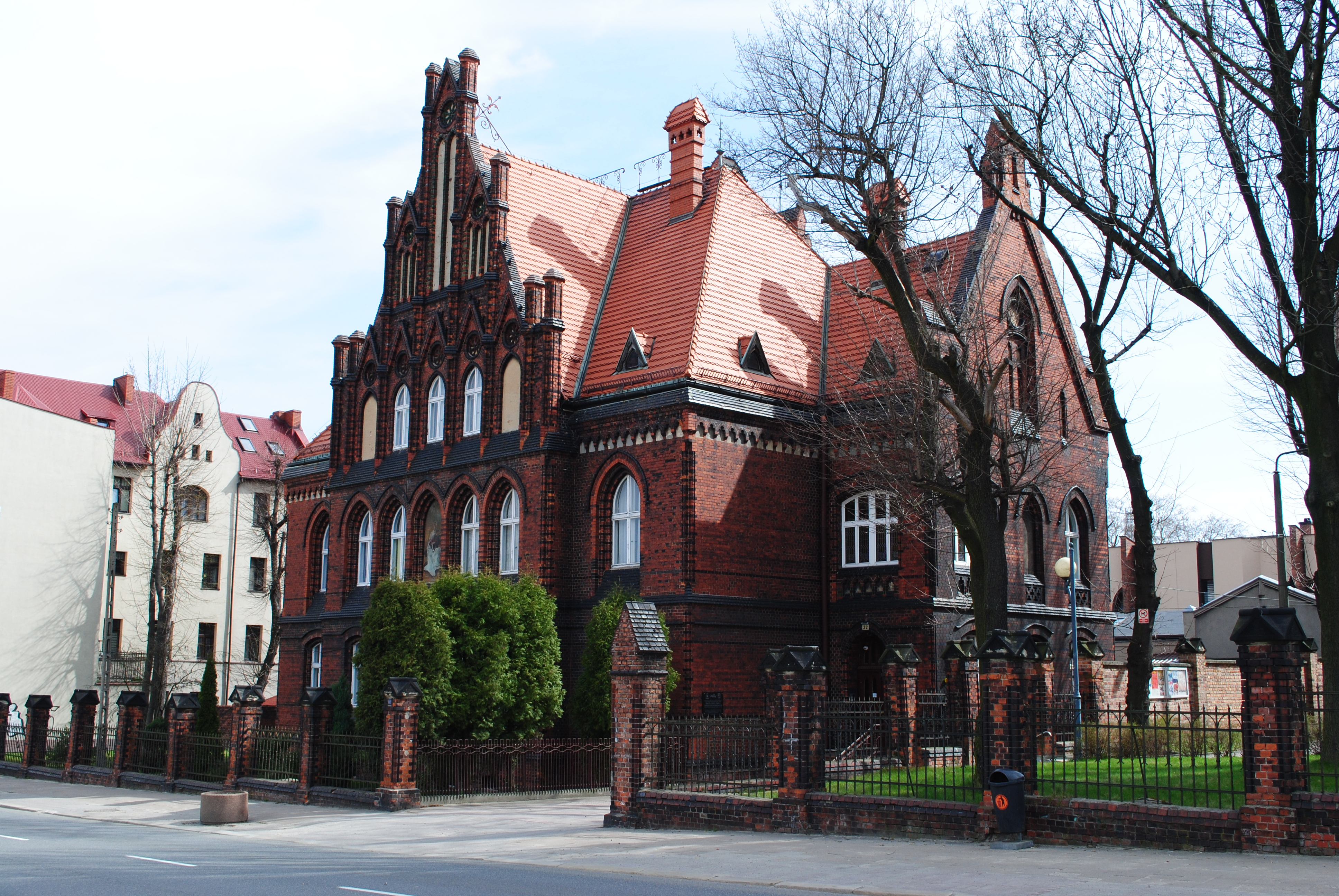
Budynek plebanii w sąsiedztwie kościoła śś. ap. Piotra i Pawła (2021)

Kościół pw. śś. ap. Piotra i Pawła położony jest przy ulicy Mikołowskiej 34 w Katowicach, na terenie dzielnicy Środmieście.
Orientowany jest w niewielkim odchyleniem osi na południe i otoczony jest ogrodzeniem oraz zielenią. W bezpośrednim sąsiedztwie znajduje się plebania, dom katechetyczny oraz droga łącząca ulicę Mikołowską z ulicą J. Kilińskiego – fragment ulicy H. Jordana.
Budynek plebanii położony przy ulicy Mikołowskiej 32 został wzniesiony w latach 1899–1900, a zaprojektowany został podobnie jak kościół przez Josepha Ebersa. Wraz z kuchnią i kredensem posiada 21 izb, a na ścianie szczytowej zachował się mozaikowy obraz Matki Boskiej.
W 1913 roku na placu przed kościołem odsłonięto rzeźbę Piety wykonaną ze sztucznego kamienia. Ufundowali ją Johann Adamietz i Peter Kubiński.
W sąsiedztwie plebanii i świątyni pomiędzy 1914 a 1916 rokiem powstał budynek Katolickiego Domu Związkowego projektu Alberta Köhlera. W latach międzywojennych odbywały się tutaj zjazdy partii politycznych, w tym doroczne spotkania Stronnictwa Chrześcijański-Demokratycznego, w których brał udział m.in. Wojciech Korfanty. W domu tym mieszkały także siostry służebniczki.

## Galeria

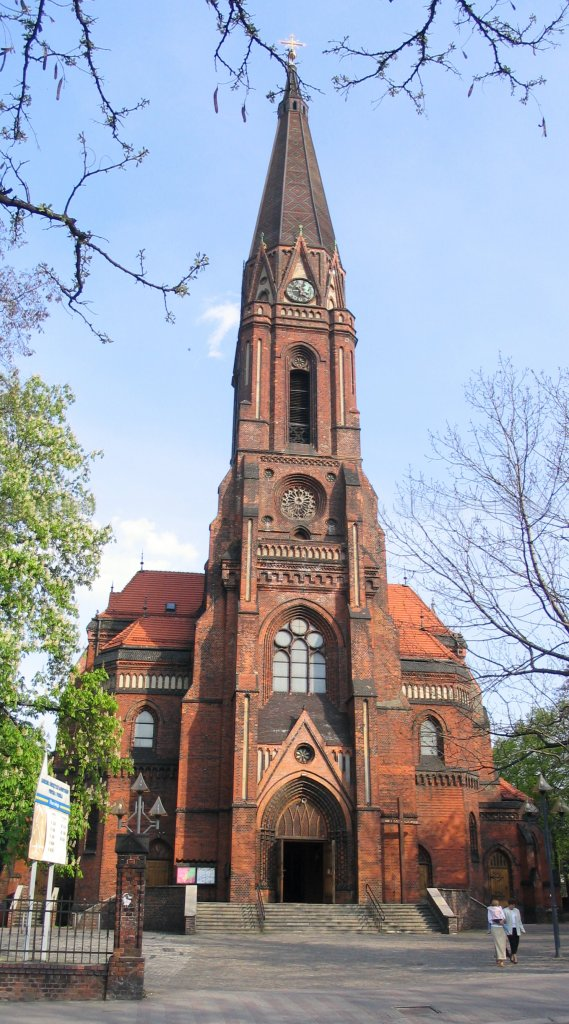
Kościół od frontu (2005)
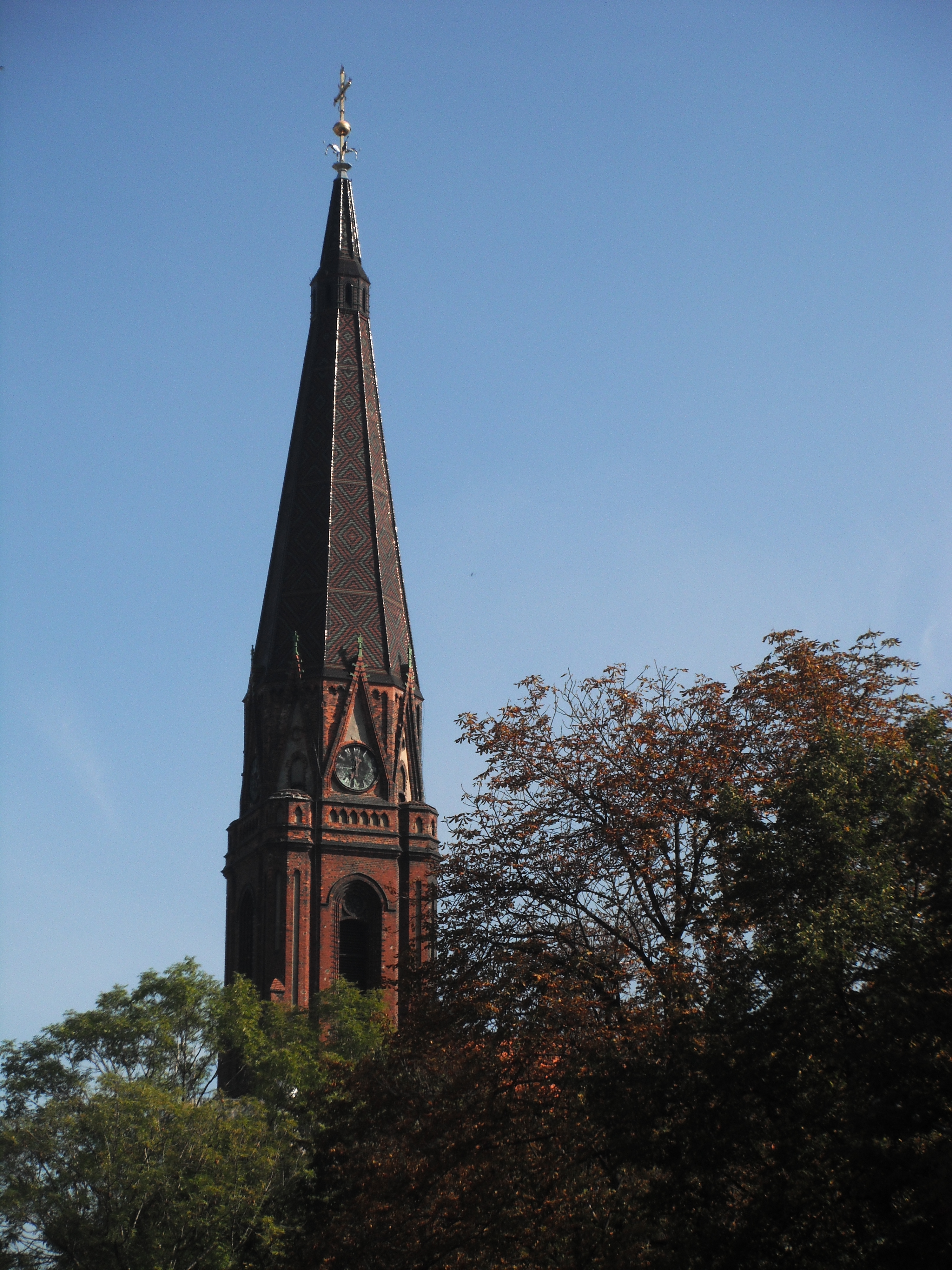
Zbliżenie na wieżę (2014)
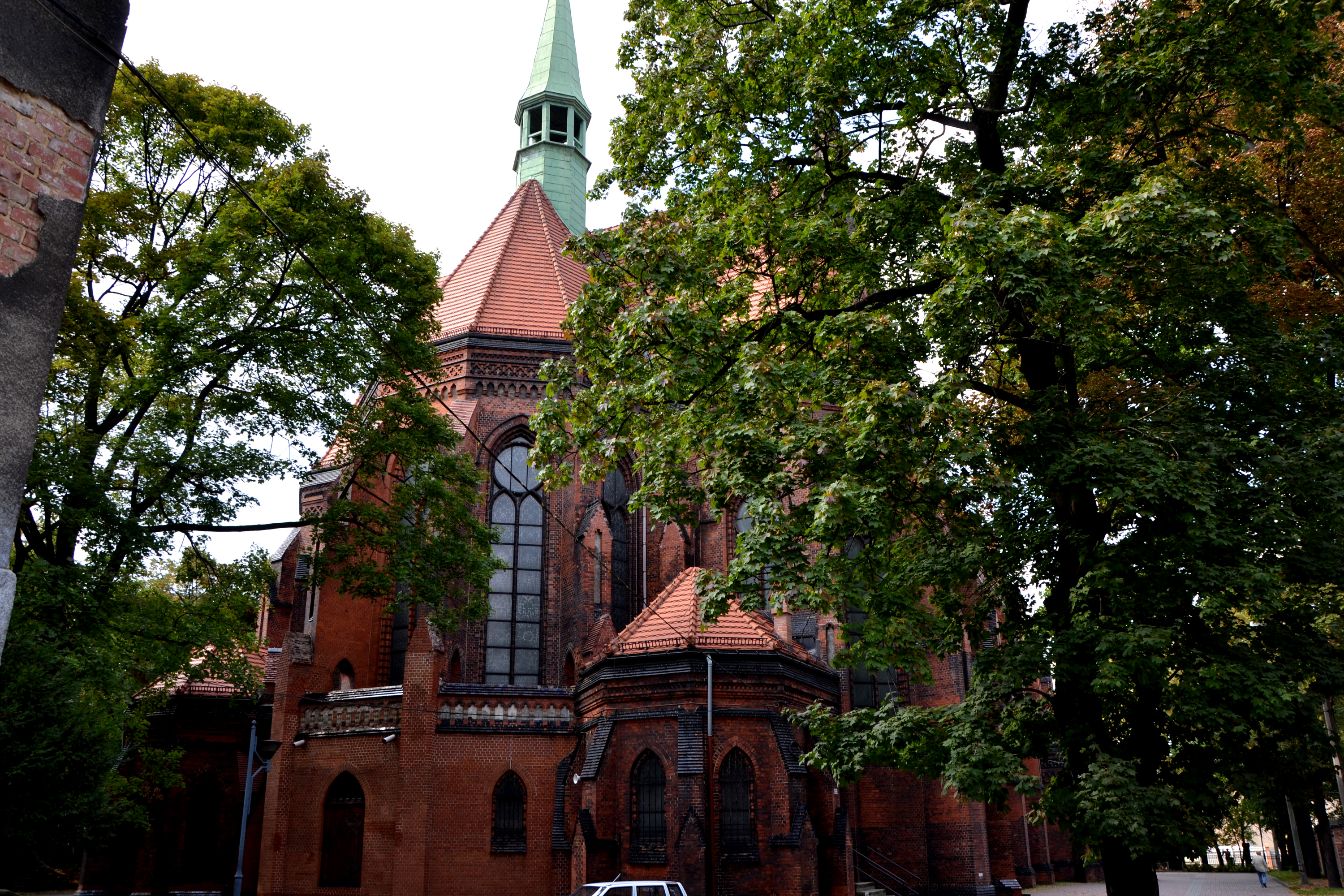
Tył kościoła (2012)
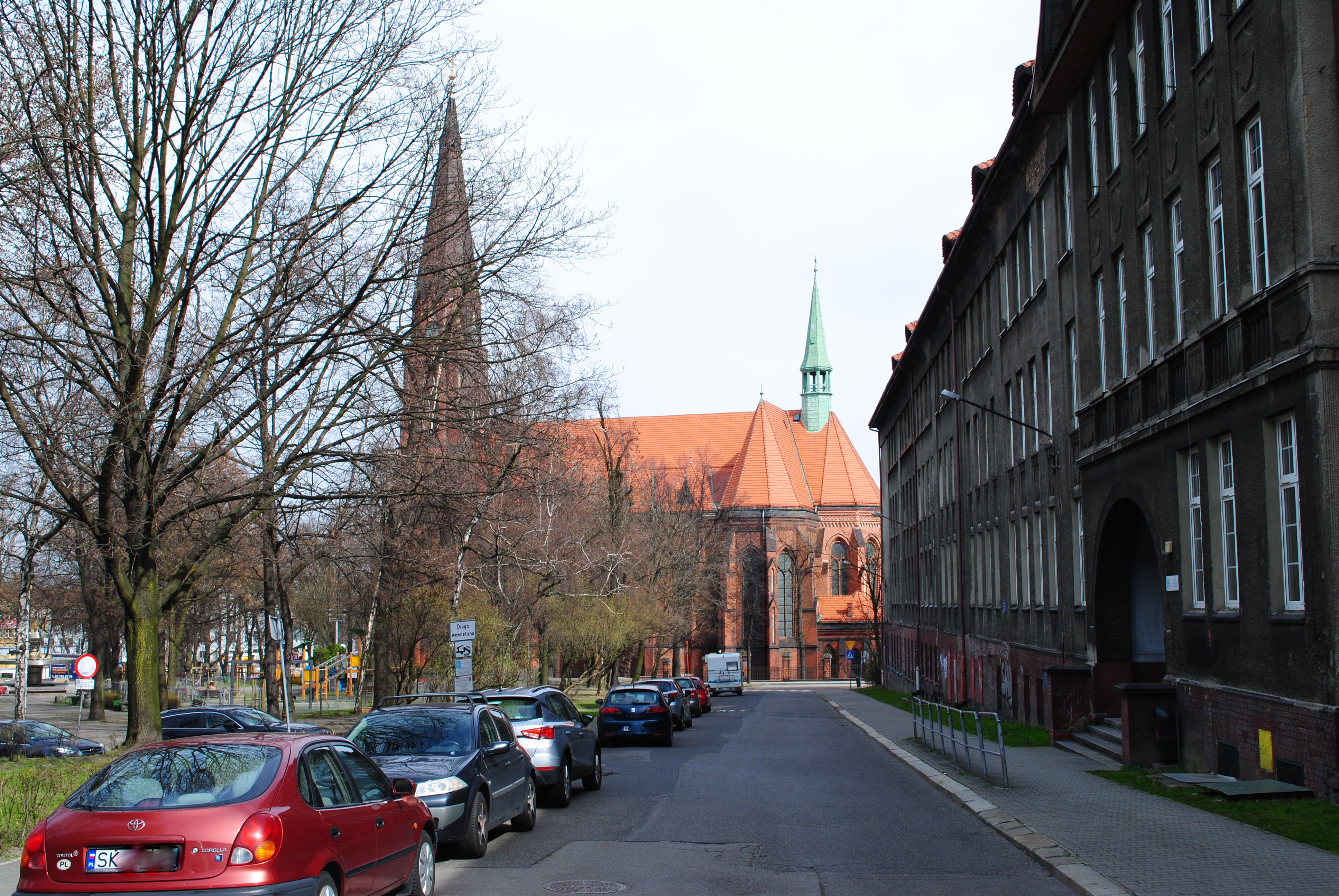
Kościół od strony ulicy B. Głowackiego (2021)
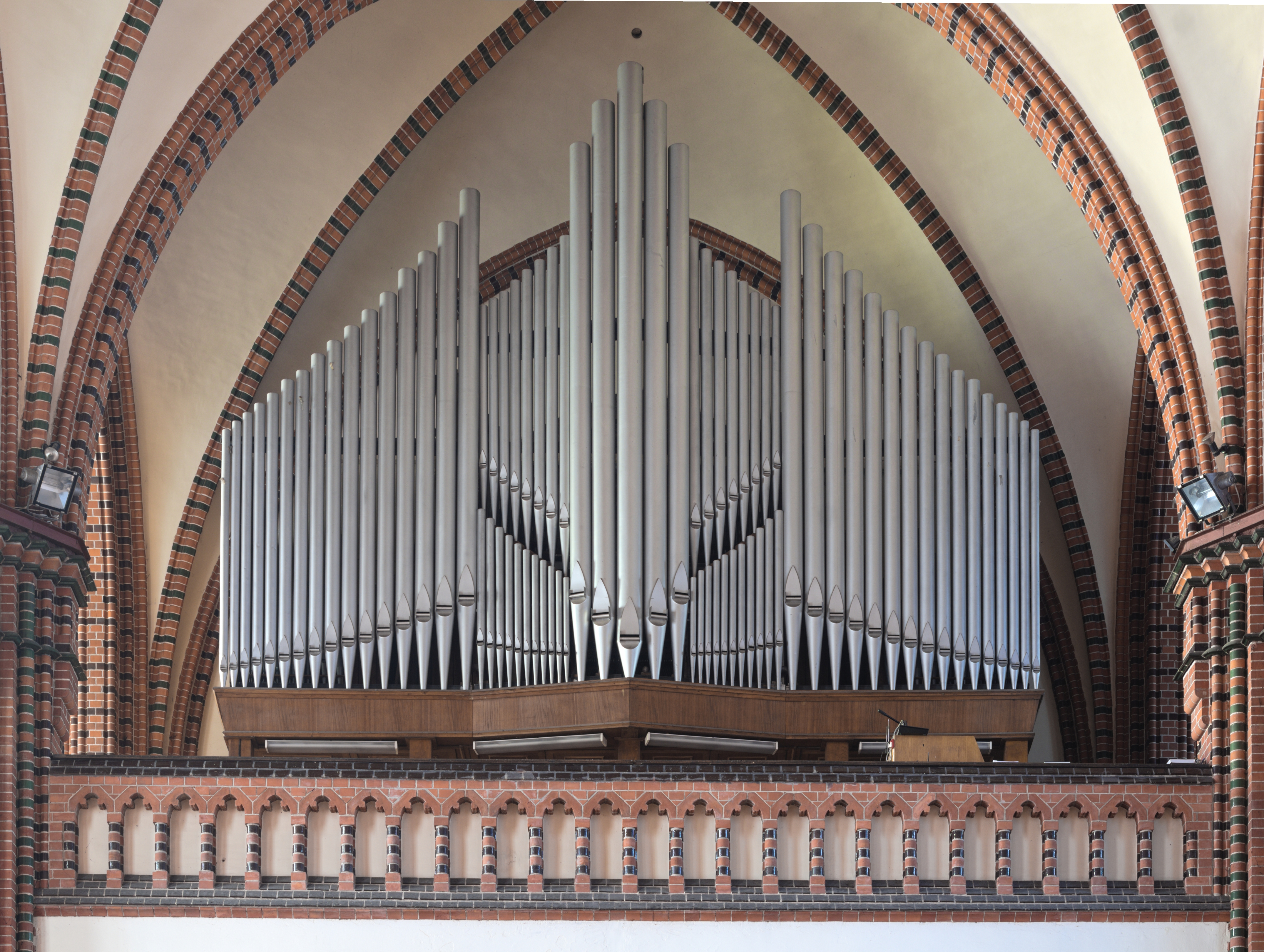
Prospekt organowy (2020)
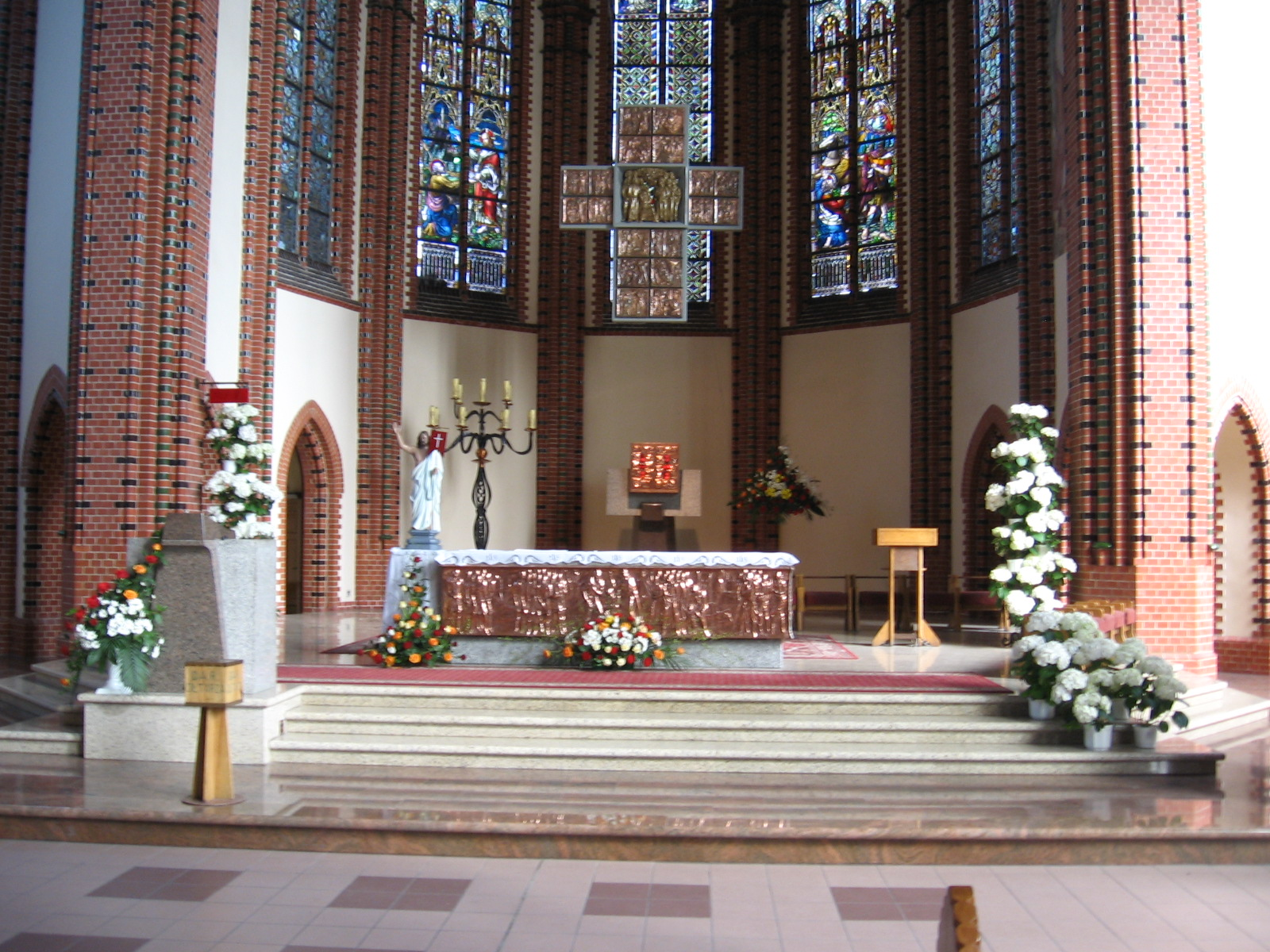
Ołtarz główny (2006)
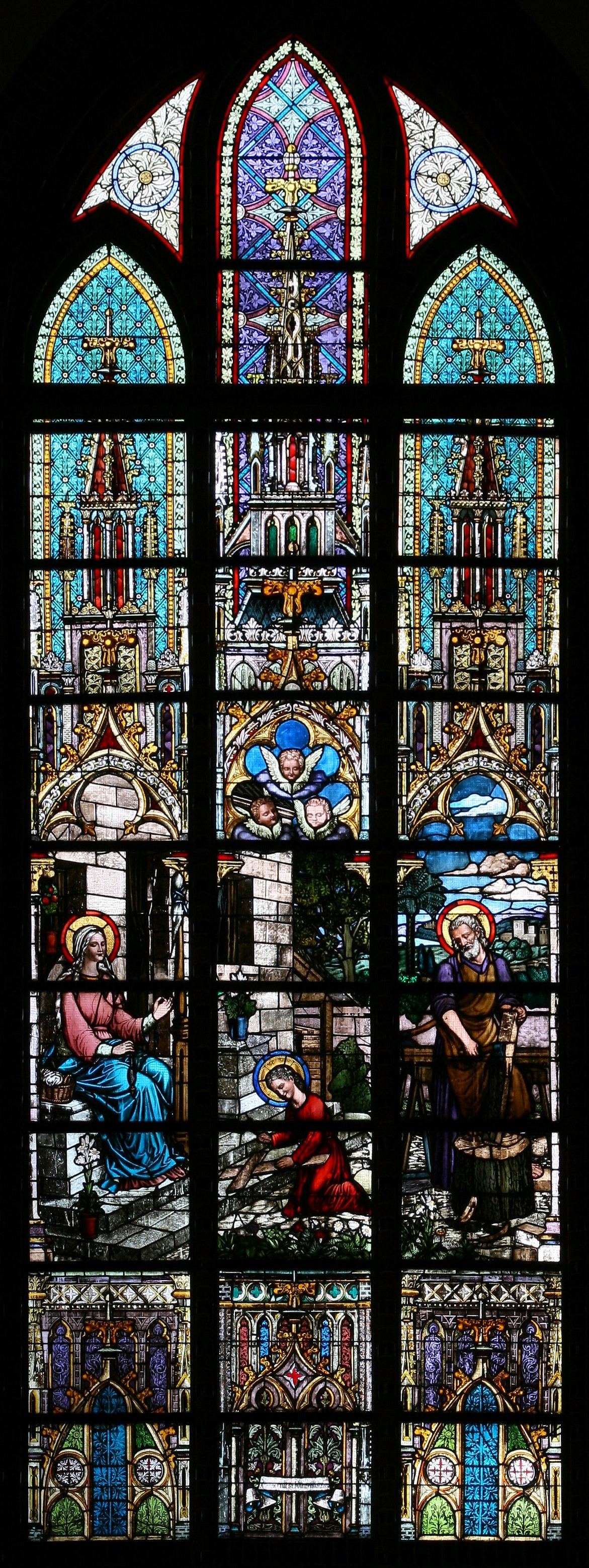
Jeden z witraży (2008)